# Plagiohammus quadriplagiatus
Plagiohammus quadriplagiatus är en skalbaggsart som först beskrevs av Stefan von Breuning 1943.  Plagiohammus quadriplagiatus ingår i släktet Plagiohammus och familjen långhorningar.
Artens utbredningsområde är Venezuela. Inga underarter finns listade i Catalogue of Life.